# Queso de Jalón
El queso de Jalón se elabora en el Principado de Asturias.

## Elaboración
Este queso se elabora con leche de cabra de la ganadería de la propia quesería. 

## Zona de elaboración
Se elabora en la localidad canguesa de Jalón, situada en el parque natural de las Fuentes del Narcea y del Ibias por la quesería de María José Martínez.